# Württemberg-Hohenzollern
Württemberg-Hohenzollern foi um estado alemão ocidental criado em 1945 como parte da Zona de ocupação francesa pós-Segunda Guerra Mundial. Sua capital era Tübingen. Em 1952, foi incorporado ao recém-criado estado de Baden-Württemberg.

## História
Württemberg-Hohenzollern não deve ser confundido com o maior gau ("condado") de mesmo nome, que se formou brevemente durante o Terceiro Reich.
Württemberg-Hohenzollern consistiu na metade sul do antigo estado de Württemberg e a região administrativa prussiana de Hohenzollern. A metade norte de Württemberg tornou-se o estado de Württemberg-Baden sob a administração americana. A divisão entre o norte e o sul foi criada para que a Autobahn que conectava Karlsruhe e Munique (hoje a A8) estivesse completamente contida dentro da zona americana.
Em 18 de maio de 1947, uma nova constituição foi promulgada e o primeiro parlamento de Württemberg-Baden foi eleito. Com a formação da República Federal da Alemanha, mais conhecida como Alemanha Ocidental, em 23 de maio de 1949, Württemberg-Baden juntou-se à república federal.
Uma enquete foi realizada em 24 de setembro de 1950 em Württemberg-Hohenzollern, Württemberg-Baden e Baden sobre uma fusão dos três estados. Um referendo público foi realizado em 16 de dezembro de 1951. Todos os três estados foram fundidos e o moderno estado alemão de Baden-Württemberg foi fundado em 25 de abril de 1952.